# Kenwood (Oklahoma)
Kenwood es un lugar designado por el censo ubicado en el condado de Delaware en el estado estadounidense de Oklahoma. En el Censo de 2010 tenía una población de 1224 habitantes y una densidad poblacional de 16,88 personas por km².

## Geografía
Kenwood se encuentra ubicado en las coordenadas 36°18′5″N 94°59′52″O / 36.30139, -94.99778. Según la Oficina del Censo de los Estados Unidos, Kenwood tiene una superficie total de 116.71 km², de la cual 116.71 km² corresponden a tierra firme y (0%) 0 km² es agua.

## Demografía
Según el censo de 2010, había 1224 personas residiendo en Kenwood. La densidad de población era de 16,88 hab./km². De los 1224 habitantes, Kenwood estaba compuesto por el 11.36% blancos, el 0% eran afroamericanos, el 63.15% eran amerindios, el 0.49% eran asiáticos, el 0% eran isleños del Pacífico, el 0% eran de otras razas y el 7.84% pertenecían a dos o más razas. Del total de la población el 1.55% eran hispanos o latinos de cualquier raza.